# Elio Ragni
Pour les articles homonymes, voir Elio (homonymie).
Elio Ragni (né le 5 décembre 1910 à Milan et décédé le 19 juin 1998) est un athlète italien spécialiste du sprint. Licencié au Sport Club Italia, il mesure 1,78 m pour 64 kg.

## Biographie

### Palmarès
| Date | Compétition           | Lieu   | Résultat | Performance |
| ---- | --------------------- | ------ | -------- | ----------- |
| 1934 | Championnats d'Europe | Turin  | 4e       | 42 s 0      |
| 1936 | Jeux olympiques d'été | Berlin | 2e       | 41 s 1      |

### Records
| Épreuve    | Performance | Lieu | Date |
| ---------- | ----------- | ---- | ---- |
| 100 mètres | 10 s 7      |      | 1937 |